# مهرداد فخیمی
مهرداد فخیمی (زاده ۳ مهر ۱۳۱۸ تهران – درگذشته ۲۳ مرداد ۱۳۸۷) فیلمبردار سینما، تلویزیون ایرانی بود.
وی در طول سالهای فعالیت، دستیاران و همچنین شاگردان زیادی را پرورش داد که امروز در کسوت های فیلمبرداری و عده ای نیز در کسوت استاد و مدرس رشته های سینمایی و به صورت اختصاصی فیلمبرداری مشغول فعالیت هستند، مانند: حسن کریمی، حسین کریمی، امیر کریمی، رضا شیخی، محمد بخش، رامین پورسعید، احمد ابراهیمی، کامران احدی مقدم، بیژن عرفانیان، عزیز ساعتی، محمد ناصری، هوشنگ غفوری، ابراهیم غفوری، جلال عالی فکر، رضا شریفی، رضا نبوی.

## زندگی سینمایی

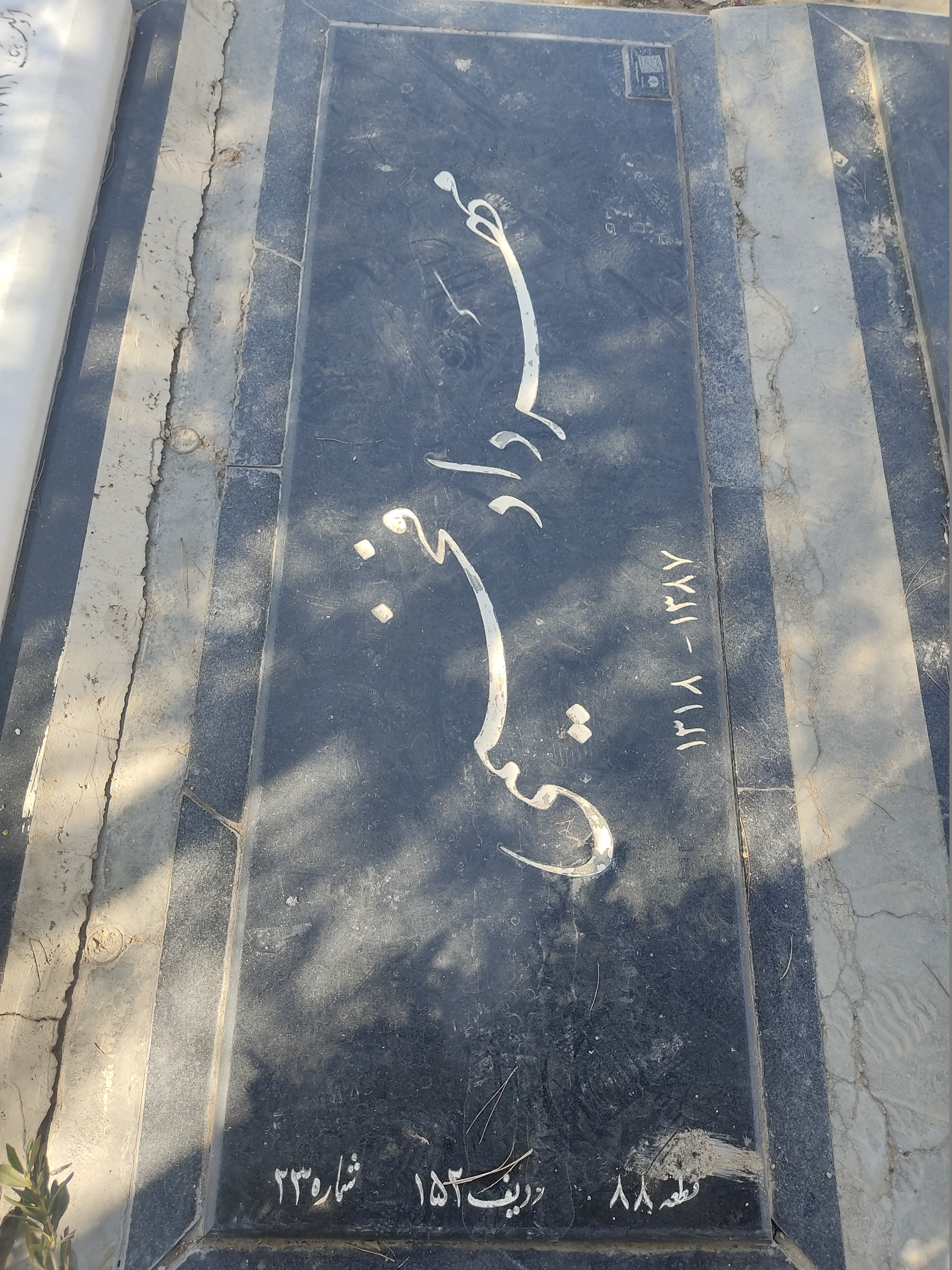
قبر مهرداد فخیمی در قطعه هنرمندان بهشت زهرا

فخیمی که دانش‌آموخته رشته فیلم‌برداری از آلمان است فعالیت هنری را با ساخت فیلم‌های کوتاهی مانند جام حسنلو، نان و کوچه و اربعین آغاز کرد، سپس در سال ۱۳۵۳ با فیلمبرداری فیلم غریبه و مه ساخته بهرام بیضایی گام به دنیای سینمای حرفه‌ای گذاشت.

## فیلم‌شناسی
- چه کسی امیر را کشت (۱۳۸۴)
- بانوی من (۱۳۸۱)
- به من نگاه کن (۱۳۸۱)
- دختری به نام تندر (۱۳۷۹)
- سیب سرخ حوا (۱۳۷۷)
- لژیون (۱۳۷۷)
- روانی (۱۳۷۶)
- مرد عوضی (۱۳۷۶)
- عشق گمشده (۱۳۷۵)
- بانی چاو (۱۳۷۴)
- دیدار (۱۳۷۳)
- دمرل (۱۳۷۲)
- افسانه مه پلنگ (۱۳۷۰)
- جیب برها به بهشت نمی‌روند (۱۳۷۰)
- مسافران (۱۳۷۰)
- تا غروب (۱۳۶۷)
- پاییزان (۱۳۶۶)
- پرنده کوچک خوشبختی (۱۳۶۶)
- جعفرخان از فرنگ برگشته (۱۳۶۶)
- دستفروش (اپیزود دوم) (۱۳۶۵)
- ناخدا خورشید  (۱۳۶۵)
- مأموریت (۱۳۶۵)
- وکیل اول (۱۳۶۵)
- صاعقه (۱۳۶۳)
- کمال الملک (۱۳۶۲)
- حاجی واشینگتن (۱۳۶۱)
- مرگ یزدگرد (۱۳۶۱)
- هزاردستان (۱۳۶۶-۱۳۵۸)
- چریکه تارا (۱۳۵۷)
- کلاغ (۱۳۵۶)
- غریبه و مه (۱۳۵۳)